# ميتوميسين
ميتوميسين (بالإنجليزية: Mitomycin C)‏ هو دواء يُستعمل في علاج:
- سرطان الأمعاء الغليظة[9]
- ماء أزرق[9]
- سرطان المثانة[9][10]

## دوره
يلعب هذا الدواء دورًا في علاج الأمراض كونه:
- مثبط الحمض النووي